# Древовал

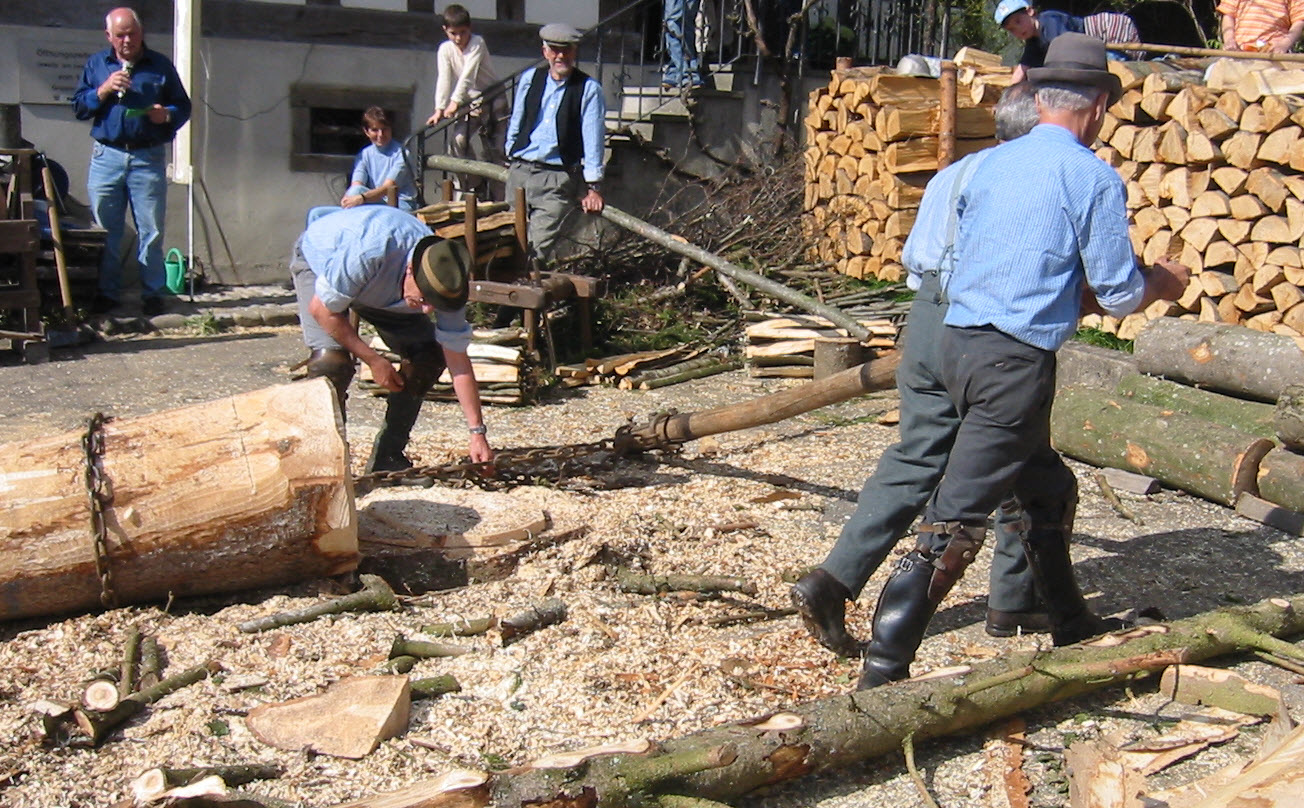
Использование древовала для перемещения ствола в Рафце в 2004 году

Древовал — ручное рычажное приспособление для валки целых деревьев с корнями. Применялось также для перемещения стволов больших деревьев. В настоящее время практически вытеснено средствами механизации.

## Устройство

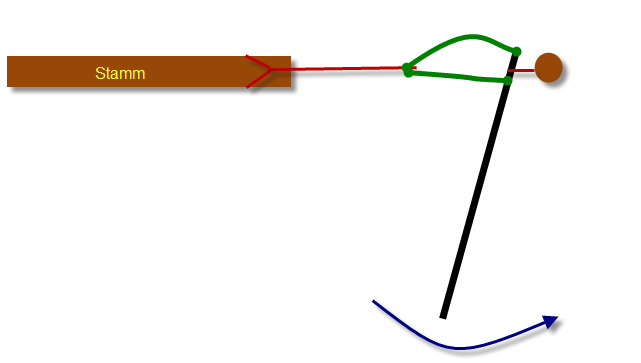
Рычажная диаграмма древовала

Древовалы имели разнообразное устройство, популярным являлся так называемый «швейцарский», или «лесной чёрт» (нем. Waldteufel). Швейцарский древовал состоит из деревянного рычага (длиной в несколько метров), прикрепляемого посредством короткой цепи (красной на диаграмме слева) к пню, находящемуся вблизи сваливаемого дерева. Другая, длинная, цепь (тоже красная) прикрепляется к стволу дерева, которое предполагается свалить; рычаг прикрепляется к этой длинной цепи ещё двумя короткими цепями (зелёными на диаграмме) с помощью крючков. Перемещения рычага вперёд и назад, производимые обычно несколькими людьми, попеременно натягивают две зелёные цепи; при этом крючок той из цепей, которая ослабла, можно переместить в звено длинной цепи ближе к дереву. Общая длина цепи между пнём и деревом постепенно сокращается, и дерево оказывается вывернутым из земли вместе с корнями.
В зависимости от высоты закрепления цепи на дереве и длины его корней, механизм прилагает к корням дерева силу, которая превышает приложенную к концу рычага в 200—800 раз.

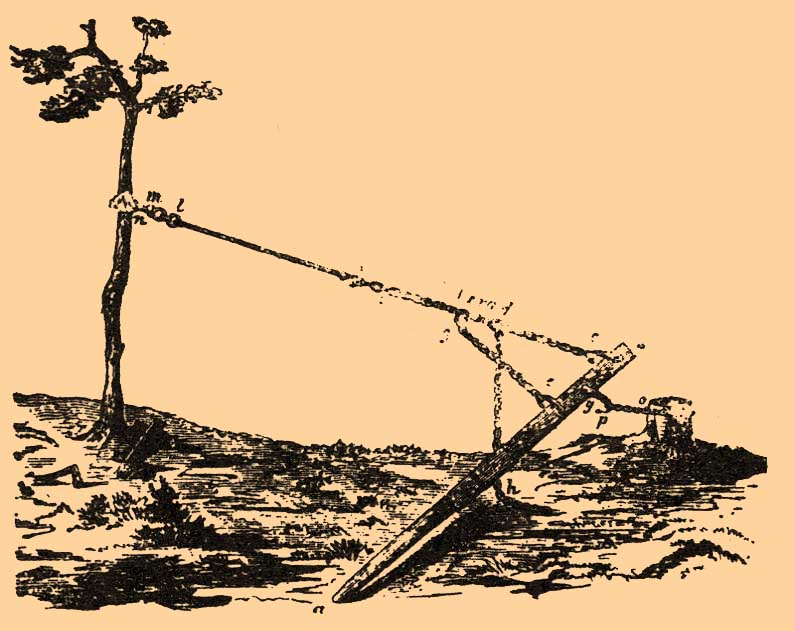
Устройство «Лесного чёрта»